# (1682) Karel
(1682) Karel est un astéroïde de la ceinture principale découvert le 2 août 1949 par l'astronome allemand Karl Wilhelm Reinmuth. Le lieu de découverte est Heidelberg (024). Sa désignation provisoire était 1949 PH.